# دوروثي موريسون
دوروثي موريسون (بالإنجليزية: Dorothy Morrison)‏ هي كاتِبة أمريكية، ولدت في 6 مايو 1955.